# 유천로 (대전)
유천로(Yucheon-ro)는 대전광역시 중구 문화동 문화초교네거리 에서 태평동 태평오거리를 잇는 도로이다.

## 주요 경유지
대전광역시
- 중구 (문화동 . 유천동 . 태평동)

## 노선
| 이름           | 접속 노선             | 소재지     | 소재지 | 비고 |
| -------------- | --------------------- | ---------- | ------ | ---- |
| 문화초교네거리 | 문화로                | 대전광역시 | 중구   |      |
| 유천네거리     | 국도 제4호선 (계백로) | 대전광역시 | 중구   |      |
| 태평초교네거리 | 평촌로                | 대전광역시 | 중구   |      |
| 태평오거리     | 태평로 동서대로       | 대전광역시 | 중구   |      |

## 주요 건물 및 시설
- GS25 유천스타점 (유천로 18/유천동 171-38)
- GS25 유천중앙점 (유천로 47/유천동 215-44)
- 대전태평초등학교 (유천로 117/태평동 385-10)